# Демарто, Гийом Жан
Гийо́м Жан Демарто́, другой вариант имени — Вильгельмус Йоганнес (фр. Guillaume Jean Demarteau MSF, нидерл. Wilhelmus Joannes Demarteau, 24 января 1917, Горн, Нидерланды — 5 декабря 2012, Банджармасина, Индонезия) — католический прелат, епископ Банджармасина с 6 января 1954 года по 6 января 1983 год, член монашеской миссионерской конгрегации «Миссионеры святого Семейства».

## Биография
27 января 1941 года Гийом Жан Демарто был рукоположён в священника в миссионерской монашеской конгрегации «Миссионеры святого Семейства».
6 января 1954 года Римский папа Пий XII назначил Гийома Жана Демарто титулярным епископом Арсинои Кипрской и апостольским викарием Банджармасина. 6 мая 1954 года состоялось рукоположение Гийома Жана Демарто в епископа, которое совершил апостольский нунций в Индонезии и титулярный архиепископ Мистии Жорж-Мари-Жозе де Жонге Ардойе в сослужении с апостольским викарием Голландского Борнео и титулярным епископом Комбы Тарцизием Генрихом Йозефом ван Валенбергом и апостольским викарием Семаранга и титулярным епископом Данабы Альбертом Сугияпранатой.
Участвовал в работе I, II, III и IV сессий Второго Ватиканского собора.
6 января 1983 года Гийом Жан Демарто подал в отставку. Скончался 5 декабря 2012 года в городе Банджармасина.